# Galway Film Fleadh

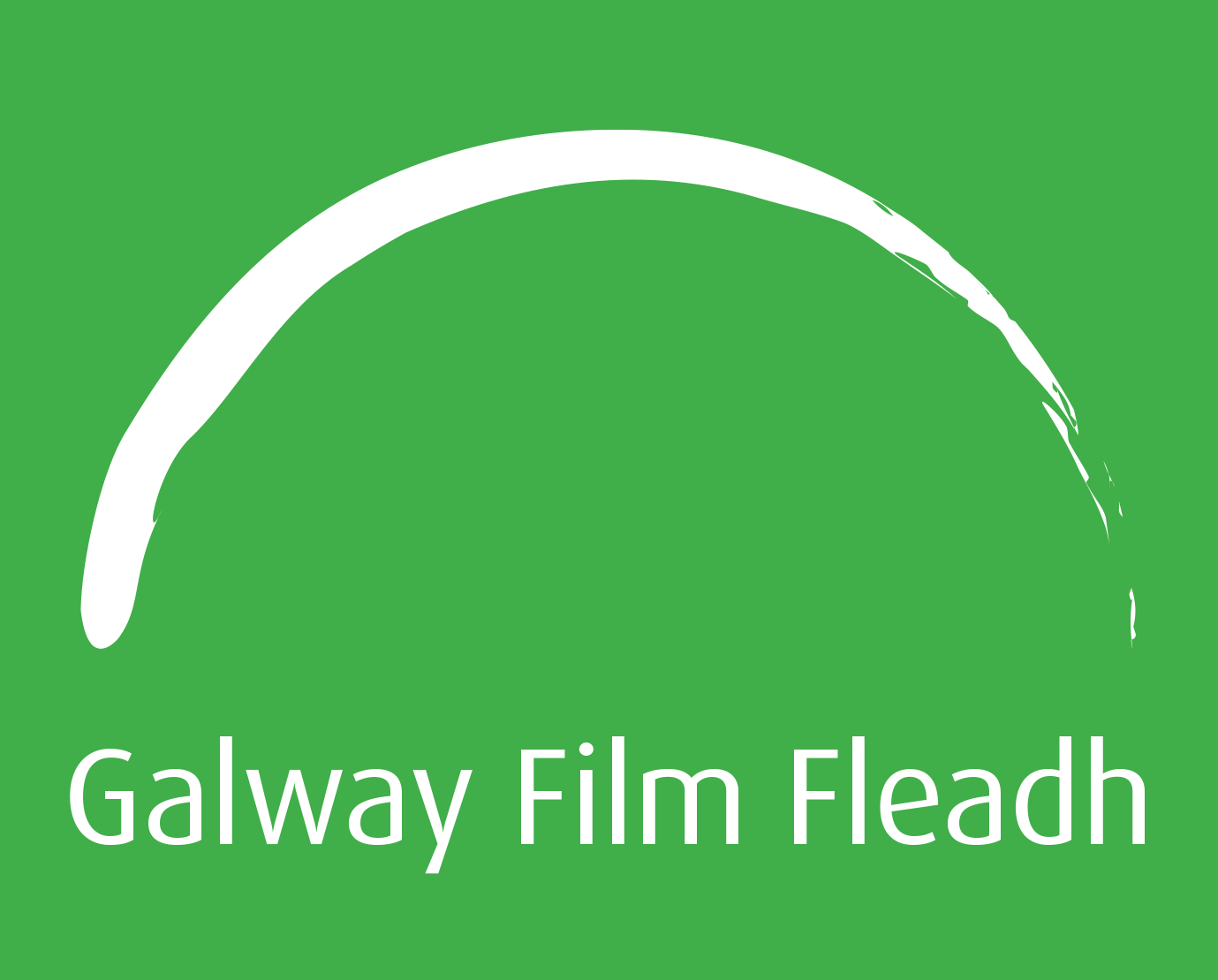
Logo du Galway Film Fleadh (2023)

Le Galway Film Fleadh (prononcé [fʲlʲaː] ; mot irlandais pour « festival ») est un festival international du film fondé en 1989 dans le cadre du Galway Arts Festival.
Se décrivant comme le principal festival du film d'Irlande, l'événement a lieu chaque mois de juillet dans la ville de Galway en Irlande.
En 2014, un panel du magazine MovieMaker composé de cinéastes, de critiques et de dirigeants américains de l'industrie a inclus le Galway Film Fleadh sur sa liste des « 25 festivals de films les plus cool au monde ».

## Contexte
Le festival est fondé en 1989 dans le cadre du Galway Arts Festival et se tient au Claddagh Palace jusqu'à la fermeture de ce lieu en 1995. Le festival est connu comme un lieu pour la première de films irlandais nationaux, mais, en tant que festival international, il expose également des œuvres cinématographiques étrangères,.
En 2006, le Galway Film Fleadh et le site de la première projection du film Once de John Carney.
Le festival comprend la Galway Film Fair, un marché du film ciblé qui permet aux cinéastes ayant des projets en développement de rencontrer un grand nombre de producteurs, financiers et distributeurs potentiels.
Depuis 1995, le Fleadh organise également le Junior Film Fleadh, organisé en novembre et orienté vers les films de jeunesse et le public étudiant,.